# Jože Žagar
Jože Žagar, slovenski strojni inženir in  gospodarstvenik, * 6. marec 1931, Novi Pazar, Srbija, † 3. julij 2010, Ljubljana.

## Življenje in delo
Žagar se je po končani tehniški srednji šoli v Ljubljani zaposlil v velenjskem premogovniku kot nadzornik za elektro opremo. Leta 1958 je diplomiral na Fakulteti za strojništvo v Ljubljani in se zaposlil na železnici, kjer je bil najprej inšpektor parnih kotlov, po opravljeni specializaciji v ZDA pa je postal vodja več sekcij in od 1965-1970 direktor Železniškega-transportnega podjetja Ljubljana. Leta 1970 je odšel v ljubljansko podjetje za inženiring Smelt in bil tam na različnih vodstvenih mestih. Ko je Smelt postal 1975 enovita delovna organizacija, je Žagar postal vršilec dolžnosti direktorja, nato pa do 1990 generalni direktor. V letih 1991−1998 je vodil podjetje Smelt Intag v Zürichu. Žagar je zaslužen za vključevanje slovnskega gospodarstva na tuja tržišča. Svojo življenjsko pot in razvoj Smelta je opisal v knjigi Kako smo uspeli (1991).